# Heinz-Jürgen Blome
Heinz-Jürgen Blome  (14 december 1946 – 7 november 2012) was een Duits voetballer.
Heinz-Jürgen Blome speelde van 1965-1973 voor VfL Bochum als verdediger. In totaal speelde hij 144 wedstrijden, waarvan 16 in de Bundesliga. Daarna kwam hij van 1973 tot 1974 uit voor VfL Witten.